# Литературно-мемориальный музей Н. А. Островского
Литерату́рно-мемориа́льный музе́й Н. А. Островского — культурно-просветительское учреждение города Сочи, Краснодарский край, Россия.
Открыт 1 мая 1937 в память известного советского писателя Николая Островского. Музей занимает 1018 м² площади, имеет 550 м² экспозиционно-выставочных площадей, более 37 тысяч музейных предметов. В его коллекциях: книжные раритеты, предметы быта, прикладного искусства конца XIX — первой половины XX века, документы, иконография, нумизматика советской эпохи, живопись, графика (представленные именами А. Я. Кравченко, Е. Кибрика, С. Бродского).
В музее три объекта показа:
- Мемориальный дом Н. А. Островского. Построен в подарок писателю от правительства СССР в 1935 (архитектор Я. Т. Кравчук). Типичное для дачной архитектуры Сочи 30-х годов строение; подлинная обстановка семьи Островских; уникальная библиотека; редкие документы, фотографии.
- Литературная часть музея. Здание построено в 1956 (архитектор И. Д. Спирин[бел.]). В нем расположена экспозиция по литературной истории Сочи, связанной с именами А. Одоевского, А. Бестужева-Марлинского, Е. Майковой, В. Дмитриевой, В. Маяковского, А. Серафимовича, М. Зощенко, В. Ибнер, Е. Шварца.
- В музее постоянно экспонируются выставки изобразительного искусства из собраний центральных музеев России, Международного центра Рерихов, частных коллекций.

## Филиал
- Дом-музей А. Х. Таммсааре

## Адрес
354000 Россия, г. Сочи, ул. Корчагина, 4